# Боція
Боція (Botia) — рід риб родини в'юнових. Поширені у прісних водоймах Південно-Східної Азії, популярні акваріумні риби.

## Загальна характеристика
У природі поширені у неглибоких струмках, невеликих річках в Південно-Східній Азії — Індо-Австралійському архіпелазі, півострові Індостан, а також островів Суматра і Борнео.
Боції мають торпедоподібну форму тіла, трикутну на поперечному перерізі, з плоским черевом та гострим рилом, на якому розміщені 6-8 вусиків. У довжину виростають до 30 см у природі, в акваріумі — до 8 см. Під очима у цих риб розташовані підочні шипи, сховані у пазухах і ледь помітні. У разі небезпеки риби різко піднімають ці шипи, фіксуючи в горизонтальному положенні. За допомогою присосок на грудних і черевних плавцях можуть прикріплюватися до корчів і каміння, зішрябуючи з них водорості та поїдаючи дрібні молоді пагони рослин. Більшість боцій активні у присмерках.

## Утримання в акваріумі
Миролюбні, зграйні риби, живуть невеликими групами, поодинці агресивні, тому рекомендується утримувати в акваріумах групами по 5-7 штук. Боції відрізняються яскравим забарвленням, тому популярні серед акваріумістів.
В акваріумі потрібні укриття на дні: гроти з каміння, корчі тощо. Ґрунт повинен бути м'який, піщаний. Температура води — 24-26 °C. Потрібна потужна фільтрація та аерація.

## Систематика
У 2004 році доктор Маріус Коттелат (англ. Maurice Kottelat) розділив рід Botia, що включав 47 різних видів на 4 окремих роди:
- Botia — види, поширені в Індії, мають коротше тіло;
- Chromobotia;
- Syncrossus — мають більш видовжене тіло;
- Yasuhikotakia — види, поширені в р. Меконг, мають коротке тіло.

Нині до складу роду відносять 9 видів:
| Вид                                   | Світлина |
| Botia almorhae J. E. Gray, 1831       |          |
| Botia birdi B. L. Chaudhuri, 1909     |          |
| Botia dario (F. Hamilton, 1822)       |          |
| Botia histrionica Blyth, 1860         |          |
| Botia kubotai Kottelat, 2004          |          |
| Botia lohachata B. L. Chaudhuri, 1912 |          |
| Botia rostrata Günther, 1868          |          |
| Botia striata Narayan Rao, 1920       |          |
| Botia udomritthiruji H. H. Ng, 2007   |          |